# Рај Пател
Рај Пател (рођен 1972.) је амерички професор британског порекла, новинар, писац и активиста који је живео и радио у Зимбабвеу, Јужној Африци и Сједињеним Америчким Државама током дужег периода. Он је најпознатији по својој књизи, "Нахрањени и Изгладнели: Скривена Битка за светски систем хране" Његова најновија књига је "Вредност ничега" која је била на Њујорк Тимс листи најпродаванијих током фебруара 2010. Он је називан "Рок звезда писања социјалне правде."

## Биографија
Мајка му је из Кеније, а отац из Фиџија, је одрастао у северо-западном Лондону, где је његова породица држала киоск. Пател добија диплому и филозофије, политике и економије (ППЕ), у Оксфорду, а магистрирао на Лоноднској школи економије, и стекао докторат разбоја социологије на Универзитету Корнел 2002. године. Био је гостујући професор на Јејлу, Универзитету у Калифорнији Беркелију, и Университу Тексас у Остину. Као део своје академске обуке, Пател је радио у Светској банци, Светској трговинској организацији и Уједињеним нацијама. Он је од тада постао отворени јавни критичар свих ових организација.
Пател је био један од многих организатора протеста 1999. у центру Сијетла, и организовао је помоћ у суверенитету хране. У скорије време живео је и радио у Зимбабвеу и Јужној Африци. Одбијено му је продужење визе од стране режима Мугабе због свог политичког ангажмана са покретом за демократију. Он је повезан кроз свој рад са храном преко Виа Кампесина покрета и кроз свој рад на урбаном сиромаштву и отпору са Абахлали басеМјондоло и Покрета народа без земље. Он је написао велики број критика о разних аспеката политике и методе истраживања Светске банке.
Он је тренутно гостујући предавач у Центру за афричке студије на Универзитету Калифорније Берклију, сарадник Prvo храна, такође познат као Институт за храну и развојну политику, као и научни сарадник на Факултету за развојне студије на Универзитету КваЗулу-Натал у Јужној Африци.
Године 2007. био је позван да даје уводно излагање на Универзитету Абахлали басеМјондоло на церемонији дипломирања. Он управља сајтом те организације. Године 2008. је затражио да сведочи о глобалној несташици хране пред Домом за финансијске услуге у САД. Године 2009. се придружио Саветодавном одборз Корпоративне одговорности кампање вреднуј оброк.
Пател је постао амерички држављанин 7. јануара 2010. године.
У јануару 2010. године неке присталице Шер Интернашонал, након најаве Бенџамина Крема, закључили су да би Пател могао бити Маитреја. Пател је порекао да је Маитреја.
У 2012. години, појавио се у документарцу "Пејбек" Националног филмског одбора Канаде, на основу филма Маргарет Атвуд "Пејбек: Дуг и Таман Страна Богатства", који је премијерно приказан на 2012 Санденс филмском фестивалу. Он се појављује у документарном филму "Место за столом" који је приказан 1. марта 2013. године у САД.

## Политички поглед
Пател је ливерални социјалиста себе је описао као "неко ко има врло јаке анархистичке симпатије." У својој књизи "Вредност ничега". Он је похвалио партиципативну демократију коју практикује у Заптисти добре владе у јужном Мексику и залагао се да децентрализовани модел економске демократије и конфедералне администрације морају биди модел за социјалну правду у глобалном северу. Он је такође себе описао као "не комуниста ... само отвореног ума", и у интервјуу за Њујоркер Лаурена Цолинса је за себе рекао да је Хинду атеиста.

## Цитати
Питање је: зашто уопште постоји тржиште хране? - говорећи о глобалној економији хране на Универзитету Маркет.